# Kolaras
Kolaras è una suddivisione dell'India, classificata come nagar panchayat, di 15.674 abitanti, situata nel distretto di Shivpuri, nello stato federato del Madhya Pradesh. In base al numero di abitanti la città rientra nella classe IV (da 10.000 a 19.999 persone).

## Geografia fisica
La città è situata a 25° 13' 60 N e 77° 35' 60 E e ha un'altitudine di 459 m s.l.m..

## Società

### Evoluzione demografica
Al censimento del 2001 la popolazione di Kolaras assommava a 15.674 persone, delle quali 8.286 maschi e 7.388 femmine. I bambini di età inferiore o uguale ai sei anni assommavano a 2.640, dei quali 1.395 maschi e 1.245 femmine. Infine, coloro che erano in grado di saper almeno leggere e scrivere erano 9.084, dei quali 5.592 maschi e 3.492 femmine.